# Platylomalus bavicola
Platylomalus bavicola är en skalbaggsart som beskrevs av Cooman 1948. Platylomalus bavicola ingår i släktet Platylomalus och familjen stumpbaggar. Inga underarter finns listade i Catalogue of Life.